# The Frisky Mrs. Johnson
The Frisky Mrs. Johnson è un film muto del 1920 diretto da Edward Dillon e prodotto dalla Famous Players-Lasky Corporation che aveva come interpreti Billie Burke, Ward Crane, Jane Warrington, Lumsden Hare, Huntley Gordon. 
La sceneggiatura di Lawrence McCloskey si basa sull'omonimo lavoro teatrale di Clyde Fitch, andato in scena in prima al Princess Theatre di Broadway il 9 febbraio 1903.

## Trama

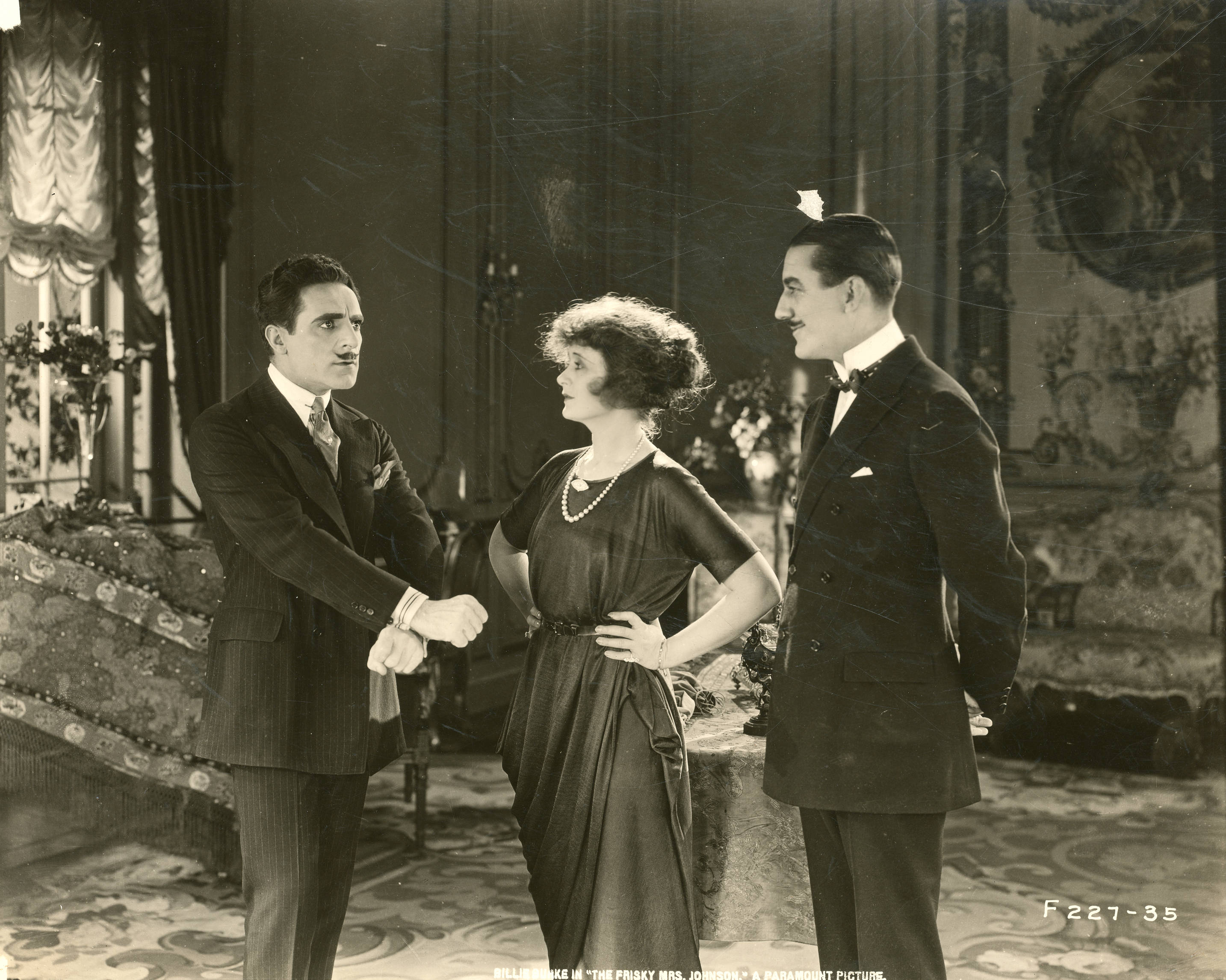
Jean De Briac, Billie Burke, Ward Crane

Belle Johnson, frizzante e civettuola vedova giunta a Parigi in occasione del Carnevale, scopre che il matrimonio di sua sorella Grace con Frank Morley è in serio pericolo. La sorella, infatti, sentendosi trascurata dal marito Frank troppo preso dai suoi affari, si è infatuata del bel Lionel Heathcote, un baronetto, con il quale ha intrecciato una relazione e con il quale adesso pensa addirittura di fuggire. Belle, preoccupata, cerca di farle promettere di rompere con Heathcote e di tornare con lei in Inghilterra. I due innamorati continuano invece con i loro piani di fuga e Belle, a scapito della propria reputazione, tenta di ostacolarli come può, mettendo a repentaglio il suo fidanzamento con Jim Morley, il fratello di Frank, che l'ha raggiunta in Francia per chiederle la mano. Frank, scoprendo Belle nell'appartamento di Heathcote, porta il fratello a considerare un po' troppo vivace il comportamento della giovane vedova. Allora Grace, per non rovinare Belle e vederla perdere per colpa sua l'uomo che ama, confessa al marito la verità. Le nozze tra Belle e Jim potranno finalmente avere luogo e i due sposi, felici, potranno partire per la loro luna di miele.

## Produzione
Il film fu prodotto dalla Famous Players-Lasky Corporation.

## Distribuzione
Il copyright del film, richiesto dalla Famous Players-Lasky Corp., fu registrato il 12 novembre 1920 con il numero LP15796.

Distribuito dalla Famous Players-Lasky Corporation e dalla Paramount Pictures, il film uscì nelle sale statunitensi il 12 novembre 1920.
Non si conoscono copie ancora esistenti della pellicola che viene considerata presumibilmente perduta.